# The Big Shakedown
The Big Shakedown è un film del 1934 diretto da John Francis Dillon. Ha come interpreti Charles Farrell, Bette Davis, Ricardo Cortez, Glenda Farrell.
La sceneggiatura di Rian James e Niven Busch è basata sul racconto Cut Rate di Busch e Samuel G. Engel.